# Lycées Pardailhan
 (mai 2016).
Les lycées Pardailhan sont deux établissements français d'enseignement secondaire et supérieur situés 57 chemin de Baron dans la ville d'Auch, dans le département du Gers. 
Les lycées Pardailhan, ensemble, comptent environ 1 350 élèves à la rentrée scolaire de septembre 2015 (dont 580 au lycée professionnel et 770 au lycée général et technologique) et 110 étudiants (en BTS management des unités commerciales et BTS tourisme).
Les lycées Pardailhan bénéficient d'un internat fille et d'un internat garçon d'une capacité de 340 places et également d'une cafétéria de 160 mètres carrés. 
Les lycées Pardailhan tirent leur nom de Louis Henri de Pardaillan de Gondrin, aussi appelé le marquis de Montespan. Natif de Gondrin petite commune du Gers, situé dans la région Midi-Pyrénées/Languedoc-Roussillon.

## Architecture
L'architecture des Lycées Pardailhan est une architecture moderne,  dessinée par les architectes Daniel Bruggeman et Pascal Servin avec comme maître d'ouvrage le conseil régional Midi-Pyrénées. Composée de dix unités structurantes, elle couvre une surface de 8 663 m2. Associés au congrès de l'Association française des lycées d'hôtellerie et de tourisme, les travaux de restructuration du Lycée hôtelier ont été réalisés en début d'année 2008 . Ils sont signés de l'architecte auscitain Daniel Bruggeman, bénéficient de l'aide de 180 élèves de la section hôtelière[réf. nécessaire]. 

## Enseignements
Les filières proposées aux lycées Pardailhan sont diverses et nombreuses. Au lycée général et technologique, quatre filières sont proposées dès la classe de première: la filière littéraire (L), la filière économique et sociale (ES), la filière scientifique (S)  et la filière sciences et technologies du management et de la gestion (STMG). 
Au lycée professionnel, sept filières sont proposées (deux CAP cuisine et employé de vente ainsi que cinq baccalauréats professionnels : commerce, accueil, gestion-administration, accompagnement, soins et service à la personne et enfin cuisine/service.)

### Enseignement secondaire

#### Filières générales et technologiques
Au lycée Pardailhan, on retrouve les premiers enseignements d'exploration communs à tous les élèves de seconde générale : les SES (sciences économiques et sociales) et PFEG (principes fondamentaux de l'économie et de la gestion), (1 h 30 par semaine), ainsi que les seconds enseignements d'exploration : MPS (méthodes et pratiques scientifiques), littérature et sociétés, sciences de l'ingénieur, latin, grec, arts du spectacle et création innovation technologiques (1 h 30 par semaine) ; italien LV3 (2h30 par semaine) section espagnol européen (2 hpar semaine).
À cela s'ajoutent les options facultatives : théâtre, latin, grec (1 h 30 par semaine), italien (2 h 50 par semaine), option rugby ou football en horaires aménagés, arts plastiques, Module basket-VTT, musique et occitan (2 hpar semaine).

#### Filières professionnelles
Le lycée professionnel de Pardailhan propose différentes filières professionnelles se déroulant sur une formation de 3 ans (de la seconde à la terminale) comportant 22 semaines de stages obligatoires : 
- ASSP (accompagnement, soins et services à la personne) : apprendre à assister des personnes en difficultés dans les gestes de la vie quotidienne et les aider à maintenir leur vie sociale. Pour exercer ce baccalauréat, il faut choisir entre deux options : « à domicile » ou « en structure ».
- Commerce : acquérir des compétences en ventes basées sur la relation client-vendeur dans les centres commerciaux, et intervenir auprès de la clientèle sur des produits qui correspondent à leurs demandes et leurs attentes.
- Accueil : former des personnes chargées de l'accueil dans plusieurs endroits susceptibles de recevoir des visiteurs ou des clients, pouvant également accueillir des demandes téléphoniques.
- Cuisine : maîtriser également les techniques de réalisation et de présentation des plats de la carte d'un restaurant. Le titulaire de ce baccalauréat possède aussi des compétences en gestion et en comptabilité ainsi qu'en techniques commerciales
- Gestion/Administration : former des gestionnaires administratifs appelés à travailler au sein d'entreprises. La mission du titulaire de ce baccalauréat consiste à prendre en charge la gestion de ces dernières.

### Enseignement supérieur

#### BTS Tourisme
Le BTS tourisme est le BTS le plus récent au sein du lycée, en effet il ne fut créé qu'en 2013. Les élèves passant ce diplôme peuvent accéder à diverses débouchées dans les emplois liés à l'offre de destinations (conseiller voyages expérimenté, forfaitiste expérimenté…) ; des emplois liés à la conception de l'offre par les organismes de tourisme liés à un territoire (animateur de tourisme local, chargé de promotion du tourisme local…) ; ainsi que des emplois liés à l'hébergement, aux déplacements touristiques et à l'accueil sur des sites de loisirs (agent de vente et de réservation, gestionnaire d'équipement ou de site). Cette formation s'étale sur deux années.
Cette filière a un taux de réussite de 100 % au lycée Pardailhan en 2015. Les étudiants en BTS tourisme suivent une formation qui comporte 12 semaines de stage. Une partie de ces 12 semaines de stage sera effectuée dans le Gers. L'accès à cette formation n'est pas payante.

#### BTS Management des unités commerciales
Ce BTS permet aux élèves de prendre la responsabilité d'une unité commerciale de petite taille ou d'une partie de structure plus importante (boutique, supermarché, agence commerciale, site Internet marchand…). En fonction de la taille de l'entreprise, il peut être chef de rayon, directeur adjoint de magasin, animateur des ventes, chargé de clientèle, conseiller commercial, vendeur-conseil, téléconseiller, responsable d'agence, chef de caisse, chef de groupe, etc.
Un titulaire de ce diplôme devra donc savoir réaliser diverses taches tel que le management de l'équipe commerciale, la gestion de l’unité commerciale, la gestion de projet, la gestion de la relation avec la clientèle ainsi que la gestion et l'animation de l'offre de produits et de services. Cette formation s'étale également sur deux années.

## La section hôtelière
La section hôtelière est une filière regroupant des étudiants en services, hôtellerie, cuisine ; et ses différentes formes (cuisine gastronomique, boulangerie et pâtisserie). À Pardailhan cette section est une voie permettant une insertion professionnelle et la mise en pratique des connaissances acquises. En effet, le lycée possède deux restaurants d'applications : 
- Le restaurant pédagogique Le Baron[7], ouvert seulement les mardi et jeudi midis.
- Le restaurant d'application  Le Pardailhan[8], ouvert les jours de la semaine excepté le lundi pour les repas du midi et du soir. De plus, ce restaurant organise des vernissages[9] en lien avec la ville d'Auch.

Le lycée Pardailhan participe fréquemment à la Coupe Georges Baptiste (concours créé il y a une cinquantaine d’années valorisant le métier de salle ainsi que les élèves volontaires qui y participent).